# アン・R・ミラー
アン・ラトナー・ミラー（Ann Ratner Miller、1921年 – 2006年2月28日）は、アメリカ合衆国の社会学者、人口学者で、ペンシルベニア大学ウォートン・スクールの教員を務め、「人々の移住や労働力への参加のパターンについての研究の先駆者」、「合衆国内の移住に関する最初の組織的研究に取り組むべく、国勢調査のデータを集成、分析した、人口学者たちの第一世代のひとり」などと評された。

## 学歴と初期の経歴
アン・レイチェル・ラトナー (Ann Rachel Ratner) は、1943年にブリンマール大学から社会学の学士号を得た。1940年代の後半に、ウォートン・スクールの産業研究部門 (the Department of Industrial Research) にいたグラディス・L・パーマーと共同で研究に取り組み、1949年に共著により調査報告『Industrial and occupational trends in national employment, 1910-1940, 1910-1948』をまとめた。1950年代には、統計処理担当者として、アメリカ合衆国国勢調査局で働いた。
夫エルヴィン・ミラー (Ervin Miller) と結婚し、1962年にはペンシルベニア大学から社会学のPh.D.を取得した。博士論文の指導教員だったのはドロシー・スウェイン・トマスで、論文の題名は『State Labor Force Trends and Differentials in the United States from 1870 to 1950』であった。

## 後年の経歴
その後、1960年から1971年まで、ミラーはウォートン・スクールの人口研究センター (the Population Studies
Center of the Wharton School) で研究者として活動し続けた。彼女は、このセンターの創設メンバーのひとりであり、以降もずっとセンターと関わり続けた。1971年には、ウォートン・スクールの社会学研究准教授となり、1972年にはアメリカ統計学会のフェローに選ばれた。1980年、彼女は正規の教授となって、全米研究評議会行動・社会科学部会 (Assembly of Behavioral and Social Sciences) の職業分類・分析委員会の委員長を務めた。
ミラーは、学術誌『Demography』の編集長を、1985年から1987年まで務めた
。引退したのは、1987年であった。

## 同一賃金研究
1981年、ミラーは、大統領ジミー・カーターから任命されて、雇用機会均等委員会傘下の委員会で委員長となり、その委員会は女性が「組織的に低い賃金しか支払われていない (systematically underpaid)」こと、またそれが、女性がもっぱら低賃金の職位に集中していることと、同一の職位においても男性よりも低い賃金しか支払われていないことが重なった結果であることを明らかにした。委員会は、性差別をめぐる訴訟などを裁く際に用いられる「同一価値」の概念が、状況を改善できる可能性があるものの、雇用における差別の結果として生じる格差を取り除くことはできないだろうと示唆することとなった。ミラーは、こうした結論の多くを、既に個人としての経験から承知していた。彼女が1980年に初めて置かれた副会長となったアメリカ人口学会による紙碑には、「彼女が経歴を積んだ時代のほとんどにおいて、科学や学界への全面的な参加者としての処遇を受けることは、女性にとって非常に困難であった」と記された。